# Sicarius rugosus
Sicarius rugosus är en spindelart som först beskrevs av F. O. Pickard-Cambridge 1899.  Sicarius rugosus ingår i släktet Sicarius och familjen Sicariidae. Inga underarter finns listade i Catalogue of Life.